# Liste der Naturdenkmale in Bösingen (bei Rottweil)
| Naturdenkmale | Anzahl |
| ------------- | ------ |
| FND           | 0      |
| END           | 5      |
| Gesamt        | 5      |

Die Liste der Naturdenkmale in Bösingen nennt die verordneten Naturdenkmale (ND) der im baden-württembergischen Landkreis Rottweil liegenden Gemeinde Bösingen. In Bösingen gibt es insgesamt fünf als Naturdenkmal geschützte Objekte, keines ist ein flächenhaftes Naturdenkmal (FND), alle sind Einzelgebilde-Naturdenkmale (END).
Stand: 31. Oktober 2016.

## Einzelgebilde (END)
| Name                     | Bild | Kennung     | Einzelheiten | Position | Fläche Hektar | Datum         |
| ------------------------ | ---- | ----------- | ------------ | -------- | ------------- | ------------- |
| 1 Eiche                  | BW   | 83250090093 | Bösingen     | ⊙        | 0,0           | 21. Okt. 1950 |
| 1 Linde                  | BW   | 83250090094 | Bösingen     | ⊙        | 0,0           | 21. Okt. 1950 |
| 1 Linde                  | BW   | 83250090095 | Bösingen     | ⊙        | 0,0           | 21. Okt. 1950 |
| 1 Linde                  | BW   | 83250090096 | Bösingen     | ⊙        | 0,0           | 21. Okt. 1950 |
| 2 Linden                 | BW   | 83250090097 | Bösingen     | ⊙        | 0,0           | 21. Okt. 1950 |
| Legende für Naturdenkmal |      |             |              |          |               |               |